# 염소풀속
염소풀속(---屬, 학명: Aegilops 아이길롭스[*])은 벼과의 속이다. 한해살이 초본식물 20여 종으로 이루어져 있으며, 아시아, 유럽, 북아메리카에 분포한다. 한국에서는 귀화식물인 염소풀 한 종이 발견된다. 학명의 어원은 고대그리스어 "아이길롭스(αἰγίλωψ)"이며, 이는 "염소"를 뜻하는 "아익스(αἴξ)"에서 나온 "아이길로스(αἴγιλος)"에서 유래했다.
8,000년 전에 들에서 자라던 염소풀속의 A. tauschii가 인간이 재배하던  밀속(Triticum)의 엠머밀(T. dicoccum)과 교잡되어 밀(T. aestivum)이 생겨났다고 알려져 있다. 교잡이 가능한 만큼, 염소풀속 식물은 밀속 식물과 근연관계를 지닌다고 여겨진다. 때때로 밀속에 포함시키기도 하지만, 생태학적 특성이 다르며 함께 단계통군을 형성하지 않기 때문에 보통은 별개의 속으로 분류한다.
중석기 시대 때 유목민이 들에서 자라는 염소풀속 식물 및 밀속, 보리속을 식물을 돌낫으로 베어 수확해 식량으로 이용했다고 알려져 있다.

## 하위 종
- 염소풀 A. cylindrica Host
- A. bicornis (Forssk.) Jaub. & Spach
- A. caudata L.
- A. columnaris Zhuk.
- A. comosa Sm.
  - A. comosa subsp. heldreichii (Boiss.) Eig
- A. crassa Boiss.
- A. geniculata Roth
- A. × insulae-cypri H.Scholz
- A. juvenalis (Thell.) Eig
- A. kotschyi Boiss.
- A. × leveillei Sennen & Pau
- A. longissima Schweinf. & Muschl.
- A. lorentii Hochst.
- A. mutica Boiss.
- A. neglecta Req. ex Bertol.
- A. peregrina (Hack.) Maire & Weiller
- A. searsii Feldman & Kislev
- A. sharonensis Eig
- A. speltoides Tausch
  - A. speltoides subsp. ligustica (Savign.) Zhuk.
- A. tauschii Coss.
  - A. tauschii subsp. strangulata (Eig) Tzvelev
- A. triuncialis L.
- A. umbellulata Zhuk.
- A. uniatistata Vis.
- A. vavilovii  (Zhuk.) Chennav.
- A. ventricosa Tausch